# Juárez, Chihuahua
Juárez là một đô thị thuộc bang Chihuahua, Mexico. Năm 2005, dân số của đô thị này là 1313338 người.